# فرط ضغط الدم البابي
فرط ضغط الدم البابي (بالإنجليزية: Portal hypertension) هو حالة من ارتفاع ضغط الدم في نظام الأوردة البابية التي هي عبارة عن اوعية تقع في البطن، وتندمج كل الأوردة الآتية من المعدة والأمعاء والبنكرياس والطحال في الوريد البابي الذي يتفرّع بدوره إلى أوعية دموية دقيقة تسير خلال الكبد، وبانسداد هذه الأوعية يؤدي إلى صعوبة جريان تدفق الدم ليتسبب بذلك بارتفاع ضغط الدم في الوريد البابي الذي يعد رئيسيا المسؤول عن تزويد نسبة الثلثين من احتياجات الكبد من الدم.

## الأسباب
الكثير من أسباب حدوث فرط ضغط الدم البابي غير معروفة السبب ولكن عادة، يصل الدم إلى الكبد بواسطة الوريد البابي الكبدي. وإذا كان هناك خلل في تدفق الدم في الكبد نتيجة لتليف الكبد أو انسدادات دموية، فان تدفق الدم في الوريد البابي الكبدي يتباطء ويقل حجم الدم السالك، ويرتفع ضغط الدم في الوريد. ومن العوامل الأساسية التي تسبب فرط ضغط الدم البابي هي:
تشمع الكبد ،انصمام الوريد البابي ، رتق خلقي ،انصمام الوريد الكبدي، انصمام الوريد الأجوف السفلي ، التشوه الخلقي للوريد الأجوف السفلي ،التهاب الشغاف المضيق .

## الاعراض
أعراض فرط ضغط الدم البابي عديدة ومنها: الحبن، الاستسقاء ،الاعتلال الدماغي (encephalopathy). التقيؤات الهضمية نتيجة حدوث الدوالي في المريء، نزيف من الشرج، والتي غالباً ما تفسر خطأً على أن سببها البواسير.انتفاخ البطن نتيجة تجمع السوائل فيه، ضيق في التنفس بسبب ضغط السوائل على الحجاب الحاجز.

## العلاج
يهدف العلاج إلى تخفيف الضغط في الوريد البابي. ويمكن في عملية العلاج الجراحي وضع دعامة طبية خاصة بين الوريد البابي والوريد الكبدي بواسطة القسطرة التي يتم تمريرها من وريد الرقبة.
أما العلاج بالادوية من مجموعة حاصرات المستقبلات الادرينية البيتاوية مثل:، بروبرانولول ويشمل العلاج أيضا تزويد المرضى بللبروتينات الداعمة، لمنع الإمساك والمحافظة على توازن الاملاح (البوتاسيوم، على وجه التحديد).
.

## وصلات إضافية
- VIDEO - Portal Hypertension: Shunt Surgery in the Era of Transplant and TIPS، Alysandra Lal, MD, speaks at the University of Wisconsin School of Medicine and Public Health (2007)
- Ascites على الطبعة المحلية من دليل ميرك للتشخيص والعلاج [الإنجليزية]‏
- 00863 على النص التشعبي التعاوني للأشعة (CHORUS)
- Overview at كليفلاند كلينك
- Children's Liver Disease Foundation

قالب:Gastroenterology